# Colegio Imperial de San Pedro y San Pablo
El Colegio Imperial de San Pedro y San Pablo (o sencillamente el Colegio Imperial) fue un importante centro educativo regentado por la Compañía de Jesús en Madrid desde el siglo XVI hasta su expulsión en el siglo XVIII. Gran parte de los edificios se mantiene en pie, como por ejemplo, su iglesia. 

## Historia
El origen de la primera fundación jesuita en Madrid se remonta a 1559 cuando Gómez de Figueroa, III conde de Feria, informa al jesuita Pedro de Ribadeneira del próximo traslado de la corte a Madrid con objeto de que la orden tomara posiciones de cara a una fundación en Madrid. Esta fundación sería propiciada por Leonor de Mascareñas, aya de Felipe II, que había conocido a Ignacio de Loyola. Para esta fundación, Leonor de Mascareñas compró las casas de don Bernardino de Mendoza al este de la fachada sur del Alcázar de Madrid. Finalmente Felipe II se opuso al proyecto, cambiando a doña Leonor estas casas por otras (donde después esta dama fundaría el convento de Nuestra Señora de los Ángeles), formándose en las casas de don Bernardino de Mendoza la futura Casa del Tesoro.
Durante los primeros años de la década de 1560 doña Leonor consiguió comprar a los jesuitas unas casas en la parte norte de la manzana 143 de la Planimetría General, en la actual calle de la colegiata. Aquí se instalarían los jesuitas, sin saber aún si la fundación sería dedicada a casa profesa o colegio, decidiéndose finalmente por este último uso en 1570. 
El padre jesuita Francisco Porras escribiría a finales del siglo XVI y principios del XVII una Historia del Colegio de Madrid.
En 1603, murió en Madrid la emperatriz viuda María, hija de Carlos I y hermana de Felipe II, que vivía retirada en el convento de las Descalzas Reales en Madrid. A su muerte destinó una parte de su patrimonio para que el colegio de los jesuitas existente fuese refundado y quedase bajo su patronazgo.

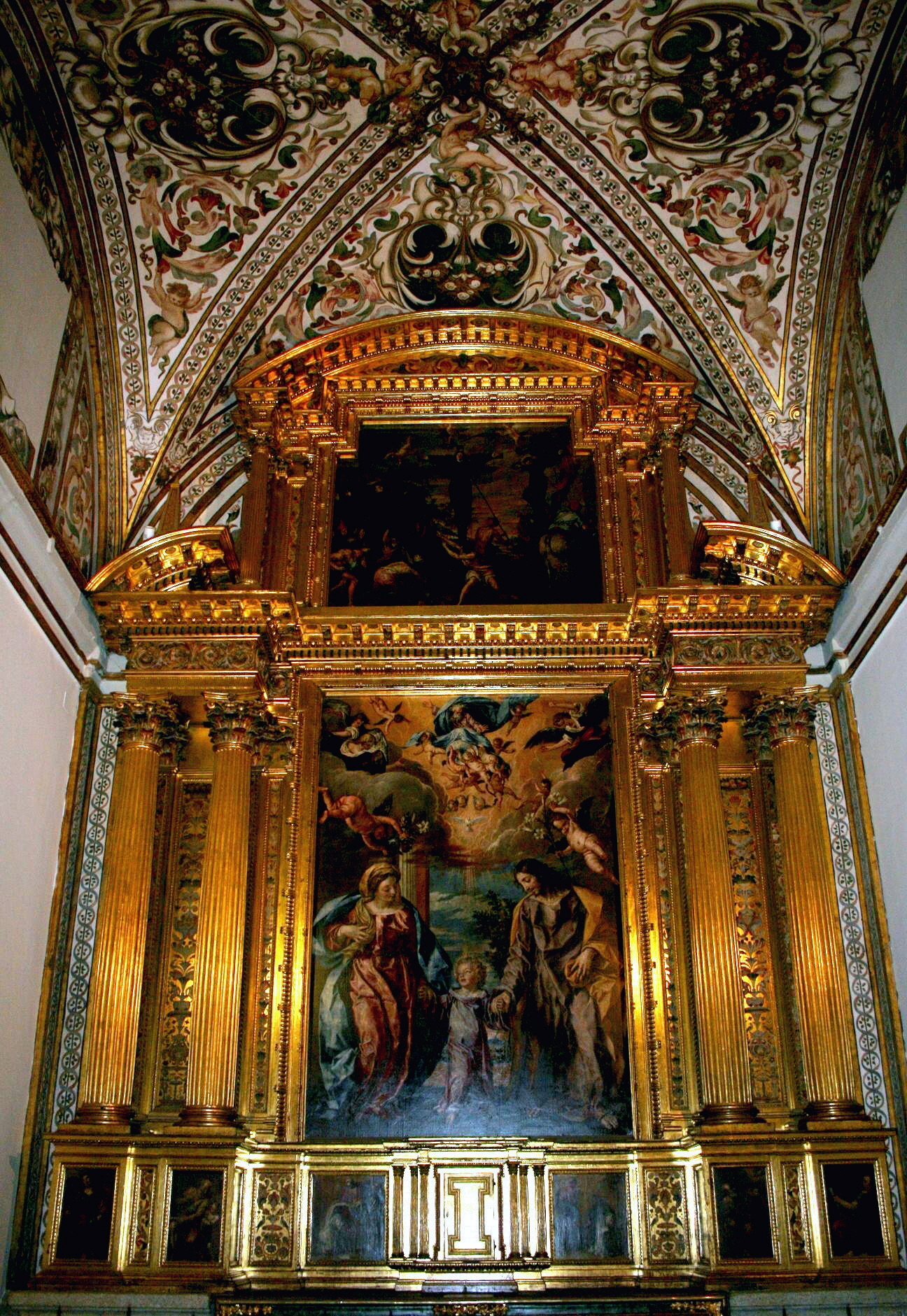
Vista de la capilla de la Sagrada Familia de Herrera Barnuevo, bien conservada desde la época del Colegio Imperial.

Entre 1622 y 1664 se construyó la nueva iglesia del colegio, de grandes dimensiones y construida según las trazas de los jesuitas Pedro Sánchez, y Francisco Bautista. La iglesia sería consagrada por Giulio Rospigliosi, nuncio en Madrid, el 23 de septiembre de 1651, siendo dedicada a San Francisco Javier.
Durante su existencia, el colegio imperial fue escenario de fiestas y celebraciones en ocasión de fallecimientos de personas regias, canonizaciones, visitas y entradas en Madrid de personajes reales o ilustres. El colegio se convirtió en un importante foco científico y cultural contando con importantes profesores jesuitas, especialmente en el ámbito de las humanidades. Entre los ejemplos más notables se cuentan: Juan Eusebio Nieremberg,  Lorenzo Hervás, André Tacquet o Gabriel Vázquez. Además, en el seno del colegio, se desarrollaron dos iniciativas educativas de carácter elitista:
- Los Estudios Reales, fundados en 1627, siendo provincial de la Compañía de Jesús el padre Francisco Aguado. Promovidos por el conde-duque de Olivares, contaron con el patrocinio de Felipe IV, que cortó de raíz las protestas de las universidades opuestas a la nueva institución educativa.[9][10]
- El Seminario de Nobles, fundado por Felipe V.

Ambas iniciativas sobrevivieron al propio colegio imperial.
En la década de 1670 el colegio se completaría mediante la construcción de un importante patio-claustro de estilo barroco según trazas de Melchor de Bueras.
En esta segunda mitad del siglo XVII también se edificaría la capilla de Nuestra Señora de la Concepción, hoy conservada.
Tras la expulsión de los jesuitas en 1767 la iglesia fue convertida en iglesia colegiata y pasó a albergar los restos del patrón de Madrid, san Isidro Labrador. En ese momento el retablo mayor fue transformado por Ventura Rodríguez. En 1816 tras la vuelta de Fernando VII a España, se reintegró a la Compañía el colegio, mediando una serie de condiciones. Esta que sería la última etapa del colegio finalizaría en 1834 con la supresión de la Compañía de Jesús.

## Descripción

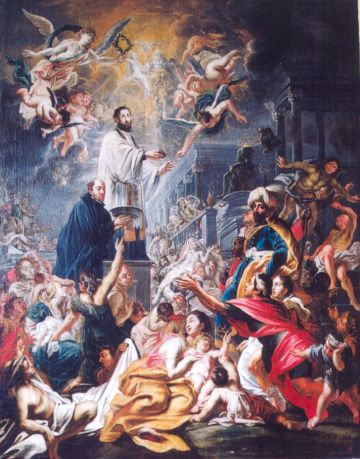
Boceto del óleo San Francisco bautizando a los indios de Cornelis Schut que presidía la iglesia.

El edificio se situó primitivamente en la actual calle de la Colegiata, rotando su fachada a la calle de Toledo en el momento de sus grandes reformas del siglo XVII. 
La iglesia del colegio presenta muchas similitudes con la iglesia matriz de la Compañía de Jesús en Roma, Il Gesú: planta de cruz latina, capillas laterales, lenguaje barroco clásico y grandioso. El templo estaba presidido por un retablo realizado por Francisco Bautista y de características similares al existente en el Santuario de Nuestra Señora de la Fuencisla en Segovia. Este retablo estaba presidido por un óleo de grandes dimensiones del flamenco Cornelis Schut, hoy desaparecido pero del que se conserva un boceto. Así mismo el colegio contaba con un ciclo de pinturas de la vida de San Francisco Javier por Paolo de Matteis.
La biblioteca del colegio llegó a contar, en el momento de la expulsión de los jesuitas en 1767, con alrededor de 30.000 ejemplares. Estaba decorada con un rico programa iconográfico formado por 20 cuadros de autores como Ignacio Raeth, Alonso del Arco y Juan de Alfaro.

### Individuales
1. ↑  Endean, Philip, S.J. (2008). «Ignatius of Loyola, letters and instructions». Spiritus 8 (2): 253-255, 260.
2. ↑  García Hernán, Enrique (27 de marzo de 2013). Ignacio de Loyola. Colección Españoles Eminentes. Penguin Random House Grupo Editorial España. ISBN 978-84-306-0556-9. Consultado el 12 de marzo de 2023.
3. ↑  Miguel Alonso, Aurora (2018). «El Colegio Imperial de Madrid: Un centro de estudios superiores para la corte». Madrid y la Ciencia un paseo a través de la historia (I), siglos XVI-XVIII.: Ciclo de conferencias, 2018, ISBN 978-84-940491-1-8, págs. 49-72 (Instituto de Estudios Madrileños): 49-72. ISBN 978-84-940491-1-8. Consultado el 11 de marzo de 2023.
4. ↑  Astrain, Antonio, S.J. (1902). «Capítulo III. Incremento de la Compañía en domicilios durante el gobierno de Laínez 8. En 1560, el de Madrid...». Historia de la Compañía de Jesús 2. Madrid: Sucesores de Rivadeneyra. pp. 53-54. Wikidata Q117066056. Consultado el 12 de marzo de 2023.
5. ↑  Ciordia, Javier Vergara; Sánchez, Fermín (2011). «Marco documental para el estudio de los colegios y bibliotecas jesuíticas en la España moderna». Anuario de historia de la Iglesia (20): 373-391. ISSN 1133-0104. Consultado el 12 de marzo de 2023.
6. ↑  Simón Díaz, José (1 de enero de 1987). «Fiesta y literatura en el Colegio Imperial de Madrid.». Dicenda. Estudios de lengua y literatura españolas (6): 525-525. ISSN 1988-2556. Consultado el 11 de marzo de 2023.
7. ↑  Fuentes Lázaro, Sara (11 de febrero de 2011). «“Un Dios en tramoya”. Influencia de la fiesta teatral en la arquitectura del Colegio Imperial de Madrid». Anales de Historia del Arte 21 (Extra): 167-182. ISSN 1988-2491. doi:10.5209/rev_ANHA.2011.37455. Consultado el 12 de marzo de 2023.
8. ↑  Croix, David de la; Karioun, Soraya (18 de mayo de 2021). «Scholars and Literati at the Imperial College of Madrid (1560–1767)». Repertorium eruditorum totius Europae (en inglés) 4: 19-25. ISSN 2736-4119. doi:10.14428/rete.v4i0/Madrid. Consultado el 12 de marzo de 2023.
9. ↑  Carrasco Martínez, Adolfo (30 de mayo de 2022).  Deruelle, Benjamin, ed. Olivares, la Compañía de Jesús y la educación de la nobleza : Los Estudios Reales del Colegio imperial de Madrid y otros proyectos del conde duque*. Guerre et Paix. Éditions de la Sorbonne. pp. 95-117. ISBN 979-10-351-0716-1. Consultado el 12 de marzo de 2023.
10. ↑  Astrain, Antonio, Historia de la Compañía de Jesús en la asistencia de España, Madrid, Razón y Fe, vol. 5, 1916, pp. 166-167.
11. ↑  Gadea, Sira. «El Colegio Imperial de la Compañía de Jesús en Madrid y su iglesia, hoy colegiata de san Isidro». El Colegio Imperial de la Compañía de Jesús en Madrid y su iglesia, hoy colegiata de san Isidro. Consultado el 12 de marzo de 2023.
12. ↑  Ezquerra Abadía, Ramón (1973). «La Capilla de la Concepción del Colegio Imperial». Anales del Instituto de Estudios Madrileños (9): 173-224. ISSN 0584-6374. Consultado el 12 de marzo de 2023.
13. ↑  García Hidalgo Villena, Cipriano (19 de enero de 2015). «La última Quadratura madrileña: La bóveda de la Capilla de la Congregación de la Inmaculada en el Instituto San Isidro de Madrid». Investigart. Consultado el 12 de marzo de 2023.
14. 1 2  Leiva, Gloria Martínez (16 de noviembre de 2021). «La transformación del retablo del Colegio Imperial: Ventura Rodríguez y Anton Raphael Mengs». Investigart. Consultado el 12 de marzo de 2023.
15. ↑  Gutiérrez Pastor, Ismael (30 de noviembre de 2007). «Sobre las pinturas del Colegio Imperial de Madrid en Santa Cruz de Retamar (Toledo): una inédita "Nuestra Señora del Amparo" del estilo de Francisco de Zurbarán». Anuario del Departamento de Historia y Teoría del Arte 19: 105-120. ISSN 2530-3562. Consultado el 12 de marzo de 2023.
16. ↑  Gutiérrez Pastor, Ismael (2004). «La serie de la Vida de San Francisco Javier del Colegio Imperial de Madrid (1692) y otras pinturas de Paolo de Matteis en España». Anuario del Departamento de Historia y Teoría del Arte (16): 91-112. ISSN 1130-5517. Consultado el 12 de marzo de 2023.
17. ↑  Miguel Alonso, Aurora (2008). «El programa iconográfico de la Librería del Colegio Imperial de Madrid». El culto a los santos: cofradías, devoción, fiestas y arte, 2008, ISBN 978-84-89788-71-8, págs. 507-520 (Ediciones Escurialenses): 507-520. ISBN 978-84-89788-71-8. Consultado el 11 de marzo de 2023.
18. ↑  «Biblioteca Complutense :: La biblioteca del Colegio Imperial de los Jesuitas :: BUCM». Universidad Complutense de Madrid. Consultado el 12 de marzo de 2023.
19. ↑  Miguel Alonso, Aurora (2008). «El programa iconográfico de la Librería del Colegio Imperial de Madrid». El culto a los santos: cofradías, devoción, fiestas y arte, 2008, ISBN 978-84-89788-71-8, págs. 507-520 (Ediciones Escurialenses): 507-520. ISBN 978-84-89788-71-8. Consultado el 12 de marzo de 2023.